# Johann Jacob Vorlaender

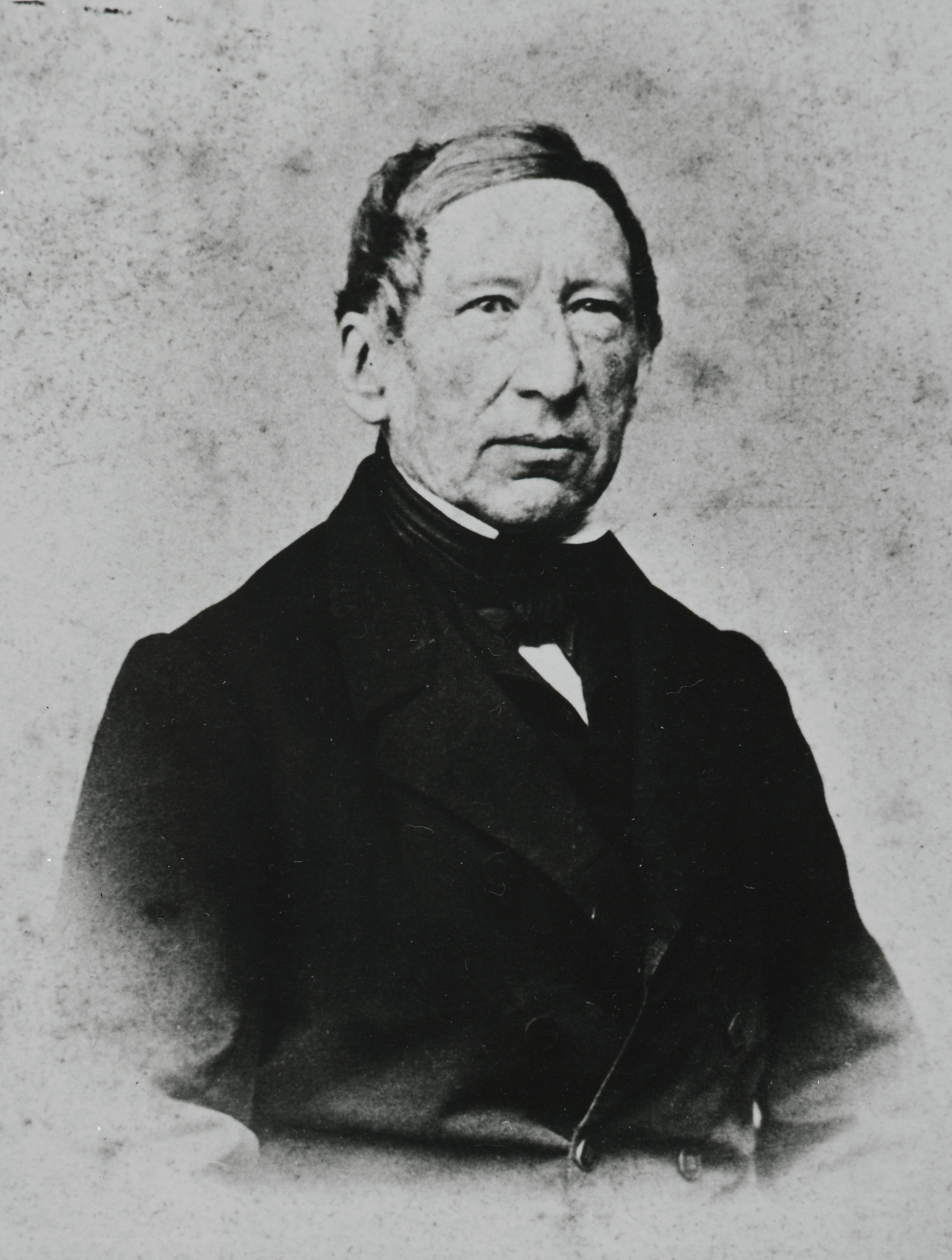
Johann Jacob Vorlaender

Johann Jacob Vorlaender (auch: Vorländer) (* 3. Oktober 1799 in Allenbach; † 9. März 1886 in Minden) war ein preußischer Geodät,  der durch präzise Vermessungen und die Verbesserung der Landesvermessung im Raum Minden bekannt wurde und maßgeblich zur Genauigkeit von Karten und Katasterdaten beitrug.

## Leben und Werk
Johann Jacob Vorlaender wurde am 3. Oktober 1799 in Allenbach bei Siegen geboren, sein gleichnamiger Vater (1753–1823) war Forstverwalter im Damenstift zu Keppel. Nach dem Einjährigenexamen besuchte er 1818 bis 1819 die Forstakademie in Fulda, wo er das Forstkandidatenexamen ablegte. Später wandte er sich dem Vermessungswesen zu.
Nach abgelegter Feldmesserprüfung trat Vorlaender in den preußischen Staatsdienst und begann im Jahre 1820 seine Tätigkeit bei der Königlichen Plankammer zu Arnsberg. Dort wurde er zunächst mit Vermessungsarbeiten in der Grafschaft Limburg betraut. 1823 wurde er Katastergeometer. Von 1823 bis 1824 leistete er den einjährigen Militärdienst beim 13. Infanterieregiment in Münster ab.
Danach wurde ihm das Katasterwesen im Regierungsbezirk Minden übertragen, wo er 1828 zum Obergeometer ernannt wurde. Sein Hauptauftrag bestand in der Leitung der Neuvermessung des Grundsteuerkatasters, die erforderlich war, da bis zu dieser Zeit die Grundsteuer auf Grund der Selbsteinschätzung der Grundeigentümer festgesetzt wurde. Nach Vollendung der Katastervermessung wurde Vorländer 1834 mit der Fortführung des Katasters bei der Regierung Minden betraut und zum Mitglied der Prüfungskommission für Feldmesser ernannt. Zu seinen Schülern gehört der Geodät Friedrich Gustav Gauß.
Bei seinen Arbeiten zum Kataster entdeckte Vorlaender erhebliche Genauigkeitsmängel in der Ermittlung der Landesvermessungspunkte 1. und 2. Ordnung aus den vorhergehenden Landesvermessungen, die die Grundlage für das Katasterwesen darstellen sollten. Deshalb unternahm Vorländer auf eigene Initiative eine eigene großräumige Vermessung, die er an die von Carl Friedrich Gauß durchgeführte Hannoversche Landesvermessung anschloss. Vorländer wendete auch die gaußschen Arbeits- und Berechnungsmethoden an. Die Ermittlung der Trigonometrischen Punkte 1. Ordnung gehörte nicht in seinen Aufgabenbereich, weshalb er diese Arbeit neben seinen sonstigen Aufgaben erledigen musste und keine Unterstützung durch seine vorgesetzte Behörde erhielt. Auf eigene Kosten erwarb er einen für die Landesvermessung geeigneten Theodolit und ein Heliotrop bei der Firma Breithaupt in Kassel. Die Arbeiten erstreckten sich nicht nur auf den Regierungsbezirk Minden, sondern auch auf das Fürstentum Lippe und Teile des Regierungsbezirks Münster.
Als praktische Resultate konnten die Landesgrenzen zwischen Preußen und dem Königreich Hannover, dem Herzogtum Braunschweig und dem Fürstentum Waldeck genauer bestimmt sowie eine Spezialkarte der Kreise des Regierungsbezirks Minden und eine Übersichtskarte des gesamten Regierungsbezirks geschaffen werden. Weiterhin fertigte er eine Spezial- und eine Übersichtskarte der Weser an. Bis zur Bereitstellung von Koordinaten durch die Preußische Landesvermessung dienten Vorländers Trigonometrische Punkte 1. und 2. Ordnung als Grundlage der Karten und des Katasters.
Als ausgebildeter Forstbeamter prangerte er die Missstände der Waldwirtschaft im Wiehengebirge an, die er bei den Vermessungsarbeiten wahrgenommen hatte.
Vorlaender starb am 9. März 1886 in Minden und wurde auf dem Alten Friedhof beigesetzt. An seinem ehemaligen Wohnhaus in der Mindener Königstraße befindet sich eine Gedenktafel, und im Stadtteil Bärenkämpen ist eine Straße nach ihm benannt.

## Schriften
- Geographische Bestimmung im Königlich Preussischen Regierungsbezirke Minden vermittels des trigonometrischen Netzes zur Aufnahme des Grundsteuerkatsters. Mitgetheilt von J. J. Vorlaender, Kgl. Preuss. Steuerrathe. Minden 1853. Im Selbstverlage des Verfassers.
- Die Waldwirthschaft im Wiehen-Gebirge nebst Vorschlägen zu deren Verbesserung. Minden 1863.
- Anleitung zum Feldmessen mit besonderer Rücksicht auf die Anwendung des metrischen Masses, nebst einem Anhange über die Flächenbestimmung mit Hilfe des Amsler’schen Polarplanimeters von J. J. Vorlaender, Königl. Preuss. Kataster-Inspector und Steuerrath. Berlin 1871.